# 戴洪謨
戴洪謨（16世紀—17世紀），字源潔，平海衛籍，福建興化府莆田縣人，明朝政治人物。

## 生平
戴洪謨是隆慶元年（1567年）丁卯科順天鄉試舉人，授黟縣知縣，為人慈祥有才德，當遇上徵稅時總會設法寬免，自己則節儉不尚奢華，縣城北部有汪氏築城故地，他分割兩部分，並向上級請求俾與地方改築住處，讓縣民感德，調江華知縣，陞眉州知州。

## 家族
父親戴欽以勤儉為本，課農教子為事，個性好施予，嘉靖十四年（1535年）糧食歉收，他拿出儲藏積穀麥減價出售，二十四年（1545年）再次歉收，他和弟弟戴鏗煮粥賑災，救活千多人，鄉人感恩，興化府知府周大禮表彰其門牌匾號稱「尚義」。
兒子萬曆十年舉人戴大槐、孫子萬曆十七年進士戴士衡。

## 引用
1. 1 2  同治《黟縣志·卷四·職官志》：戴洪謨，福建莆田人，隆慶五年由舉人知黟縣事，豈悌慈祥，才德咸稱，凡遇徵賦寬其限，自奉清儉不尚華飾，城北汪氏所居以築城故，析其址為兩，為請上官俾得地改築聚處，邑人皆德之，陞四川眉州知州。
2. ↑  乾隆《莆田縣志·卷二十八·人物志》：戴欽，字伯義，勤儉力本，以課農教子為事，性好施予，急人之困甚於己，嘉靖十四年歲歉，出所積穀若麥減價平糶，二十四年歲復大歉，率弟鏗治粥賑饑，遠近咸至，所存活千餘人，閭里德之，周太守大禮旌其門曰「尚義」，以壽終，葬之日甘露降於墓所。子洪謨，隆慶丁卯領順天鄉薦，歷守眉州以廉能聞，孫大槐、曾孫士衡俱見選舉志。